# Silver Tree
Silver Tree est une réalisatrice, scripte et productrice américaine originaire de Petaluma en Californie.

## Filmographie
Réalisatrice
- 2012 : Blow Me
- 2013 : Deep Dark Canyon (en) (coréalisé avec Abe Levy)
- 2014 : Suburgatory, 1 épisode
- 2014-2018 : Suits : Avocats sur mesure (Suits), 10 épisodes
- 2015 : Satisfaction (en), 1 épisode
- 2015-2016 : Girlfriends' Guide to Divorce, 2 épisodes
- 2016 : Stitchers, 1 épisode
- 2016 : Bones, 1 épisode
- 2016 : The Real O'Neals, 2 épisodes
- 2017 : Very Bad Nanny (The Mick), 1 épisode
- 2018 : L'Arme fatale (Lethal Weapon), 1 épisode
- 2018 : Grown-ish, 1 épisode
- 2018 : Cameron Black : L'Illusionniste (Deception), 1 épisode
- 2018 : Atypical, 2 épisodes
- 2018 : The Good Cop, 1 épisode
- 2018 : SEAL Team, 1 épisode
- 2018-2020 : Shameless, 3 épisodes
- 2019 : Grace et Frankie (Grace and Frankie), 1 épisode
- 2019 : A Million Little Things, 1 épisode
- 2019 : The Fix, 1 épisode
- 2019 : Pearson, 1 épisode
- 2019-2021 : You, 4 épisodes
- 2020 : Dead to Me, 2 épisodes